# Chết do quạt

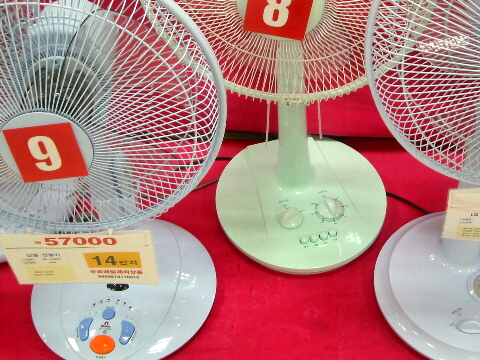
Quạt máy tại Hàn Quốc có nút hẹn giờ.

Chết quạt hay chết do quạt (tiếng Anh: Fan death) là một khái niệm giả khoa học mà nhiều người tin tại Hàn Quốc, nói rằng nếu một người nào đó ngủ trong một phòng kín với một cái quạt máy được mở suốt đêm, họ có thể sẽ bị chết (do bị ngạt, thở khí độc, hay cơ thể giảm nhiệt). Vì thế, các quạt máy được sản xuất và bán tại Hàn Quốc thường có công tắc hẹn giờ để người dùng điều chỉnh để tự động tắt trong một thời gian cố định.

## Các niềm tin
Những người tin vào hiện tượng chết quạt đã đưa ra nhiều cách để giải thích làm cách nào cái quạt máy có thể giết người. Tuy nhiên, vì các lý do nêu sau, những niềm tin này lại đi ngược lại với logic và khoa học:
- Quạt máy tạo ra chân không trong phòng, hút hết oxygen, làm người ngủ không thở được. Giải thích này đi ngược lại với định luật bảo toàn khối lượng vì quạt máy không thể đủ mạnh để thay đổi áp suất trong phòng.
- Quạt máy làm nát hết các phần tử oxygen, cho nên không còn oxygen để thở. Giải thích này đi ngược lại với các tính chất của khí.
- Quạt máy quay sử dụng hết oxygen và thải ra khí carbon dioxide, khiến người trong phòng chết ngạt.[1] Giải thích này vô lý vì quạt máy không thay đổi cấu tạo không khí.
- Nếu quạt máy để trước mặt người ngủ, nó sẽ hút hơi đi và không cho người đó thở. Giải thích này không đúng vì khi quạt máy được để trước mặt, nó sẽ đưa không khí đến chứ không hút đi.
- Quạt máy làm tăng/giảm nhiệt độ cơ thể có gây ra tử vong.[1]

## Quan điểm của chính phủ
Trong trang số 33 của sổ tay hướng dẫn văn hóa dành cho người lao động nước ngoài tại Hàn Quốc, được xuất bản bởi Bộ Văn hóa Thể thao và Du lịch Hàn Quốc có viết:
| “ | Vào mùa hè nóng nực bật quạt ngủ, có trường hợp do thiếu không khí hay chứng hạ nhiệt độ cơ thể mà đã tử vong, hoặc xảy ra hỏa hoạn do quạt bị quá nóng. Khi mua quạt điện nên chọn loại có hẹn giờ và trước khi ngủ để hẹn giờ khoảng 1 đến 2 tiếng thì sẽ tránh được tai nạn. Đóng tất cả các cửa sổ rồi bật quạt mà ngủ thì sẽ rất nguy hiểm. Đừng quên hãy hé cửa hay mở cửa sổ để thông gió. | ” |

Ban Bảo vệ Người Tiêu dùng Hàn Quốc (KCPB), một cơ quan chính phủ trong năm 2006 cũng đã đưa ra cảnh báo người tiêu dùng rằng "ngạt thở do quạt máy và máy điều hòa không khí" là một trong năm tai nạn hay thương vong phổ biến nhất vào mùa hè tại Hàn Quốc, theo tài liệu họ thu nhập được. Theo KCPB:
| “ | Nếu thân thể tiếp cận với quạt máy điện và máy điều hòa không khí quá lâu, thân thể sẽ bị mất nước và giảm nhiệt. Nếu trực tiếp gặp hơi từ quạt, có thể dẫn đến tử vong vì quá nhiều dioxide carbon hay quá ít oxygen. Nguy cơ sẽ cao hơn cho các người cao tuổi và những người có vấn đề trong hệ hô hấp. Trong năm 2003 đến 2005, có tổng cộng 20 ca liên quan đến việc mở quạt máy và máy điều hòa không khí trong lúc ngủ. Để tránh bị ngạt, nên để hẹn giờ, quay chuyển chiều gió, và để cửa mở. | ” |

## Báo chí
Hằng năm, cứ vào mùa hè, báo chí Hàn Quốc sẽ liên tục đăng tải các tin tức về những vụ chết quạt, vì thế nên người Hàn Quốc vẫn thường nghĩ rằng người ta có thể bị quạt máy giết chết. Khi họ được biết người ở các nước khác không có hiện tượng này, một số người đã giải thích rằng người Hàn Quốc có những sinh lý đặc biệt riêng.
Năm 2007, khi một phóng viên của đài KBS đưa ra thí nghiệm cho thấy quạt không thể giết người, nhiều người đã phản ứng tại website của đài, kể lại chuyện họ xém bị chết vì quạt, đồng thời bắt người phóng viên phải gánh trách nhiệm lần kế tiếp có người bị chết quạt.